# Ragnar Lund
Ragnar Fritiof Lund, född 2 oktober 1900 i Hakarps församling, Jönköpings län, död 7 juli 1992 i Farsta församling, Stockholm,, var en svensk folkbildningsman och ämbetsman.
Ragnar Lund var son till gevärsstockmakaren Hjalmar Lund. Han avlade studentexamen i Lund 1920 och studerade därefter vid Uppsala universitet där han blev filosofie kandidat 1925. Under en del av studietiden var han ordförande i studentföreningen Laboremus och i Studenternas helnykterhetssällskap samt förbundsstudieledare i Sveriges studerande ungdoms helnykterhetsförbund. Lund var 1924–1947 knuten till Kooperativa förbundet, till 1933 som lärare vid Vår Gård i Saltsjöbaden, därefter till 1945 som rektor vid förbundets brevskola, som bland annat utvecklade korrespondensundervisningens användbarhet för studiecirkelverksamhetens behov. Lund tog 1939 initiativ till och organiserade i samarbete med AB Radiotjänst en omfattande upplysnings- och propagandaverksamhet för försvarsväsendet, byggd på kombinerade radio- och korrespondenskurser. Han var 1939–1941 ordförande och VD i krisstudiekommittén, tillsatt av Statens Informationsstyrelse, och var 1940–1945 ledamot av Folkberedskapens nämnd samt 1941–1945 chef för sektionen för kulturell folkberedskap inom Statens Informationsstyrelse. Sektionens viktigaste insats, Den svenska livsformen, var en upplysnings- och propagandaplan, omfattande studiekurser, radioföredrag med mera där det svenska samhällets demokratiska karaktär belystes ur skilda synpunkter. Vid omorganisation 1944 Statens Informationsstyrelse, blev Lund dess VD och kanslichef, vilken post han lämnade i samband med styrelsens avveckling 1945. 1945–1946 var Lund sakkunnig i Ecklesiastikdepartementet och tillförordnat undervisningsråd i Skolöverstyrelsen. Från 1947 var han ordinarie undervisningsråd och förestod Skolöverstyrelsen samma år inrättade folkbildningsrotel. Han var också ordförande i den till roteln knutna Statens folkbildningsnämnd. Från 1942 var Lund ordförande i Försvarsväsendets personalvårdsnämnd. 1944–1945 var han ledamot av Försvarets upplysningsutredning och 1945–1946 av militärutredningen, som hade till uppgift att utreda förhållandet mellan befäl och meniga. Han tillhörde 1933–1945 Arbetarnas bildningsförbunds representantskap. Från 1948 var han ordförande och chef för IOGT. Bland Lunds skrifter märks Korrespondensstudier hemma och ute (1935), Adult Education in Sweden (1939) och Folkberedskapens uppgifter (1942). Han publicerade även studieplaner och studiehandledningar samt medverkade i tidningar och uppslagsverk.